# Maria Matteo
Maria Matteo es una actriz australiana.

## Carrera
En el 2004 se unió al elenco recurrente de la popular serie australiana Home and Away donde interpretó a la enfermera Gloria Clayton, hasta  el 2012.
En el 2009 obtuvo un pequeño papel en la película False Witness donde interpretó a Gloria.

## Filmografía
- Series de Televisión.:

| Año         | Serie         | Personaje      | Notas        |
| ----------- | ------------- | -------------- | ------------ |
| 2004 - 2012 | Home and Away | Gloria Clayton | 44 episodios |

- Películas.:

| Año  | Película      | Personaje | Notas |
| ---- | ------------- | --------- | --- |
| 2009 | False Witness | Connie    | junto a Dougray Scott, Jeremy Lindsay Taylor, Richard Roxburgh, Don Hany, Jonny Pasvolsky, Socratis Otto, Stepehn Curry & Alin Sumarwata |

- Teatro.:[1]

| Año        | Obra                                   | Personaje | Director (a)   | Teatro | Notas                                                                          |
| ---------- | -------------------------------------- | --------- | -------------- | ------ | ------------------------------------------------------------------------------ |
| 2010, 2011 | The Second Coming of Madrigal Chai Tea | -         | David O'Connor | -      | junto a Adam Dunn, Rebecca Ratcliff, Skye Staude, Rik Stowman & Steve Williams |